# Лезюр, Шарль-Луи
Шарль-Луи Лезюр (фр. Charles-Louis Lesur; 24 августа 1770 — 1 октября 1849) — французский историк, публицист, писатель и драматург.

## Из биографии
Шарль-Луи Лезюр родился в Гизе. Начал литературную карьеру в первые годы Французской революции, написал несколько пьес, а также поэтический эпос «Франки». Получив работу в Министерстве иностранных дел Франции при Талейране, Лезюр написал несколько научных исследований, в том числе посвящённые России: «Политика и прогресс российской власти в начале XIX века» (1807), «История казаков» (1814), исследование, посвященное истории Римского права. Он продолжил свои исследования, исторические обзоры и политическую публицистику и после Реставрации, участвовал в издании ежегодного справочника «Франция и французы», впервые вышедшего в 1817 году.